# Frans Koppelaar

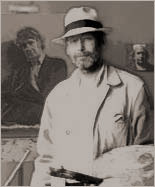
Frans Koppelaar en 2003.

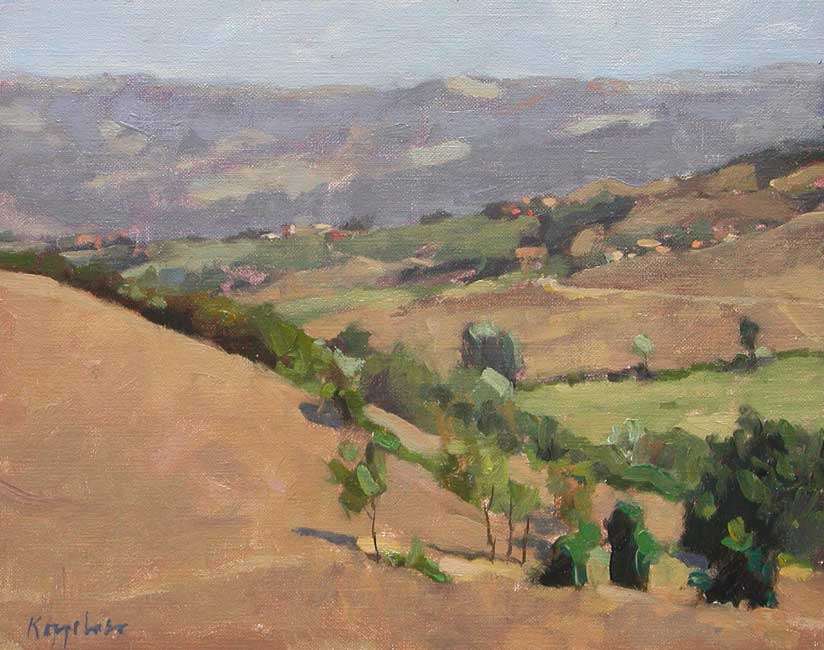
Paisaje en las cercanías de Bolonia (2001)
óleo sobre lienzo.

Frans Thomas Koppelaar (23 de abril de 1943) es un pintor neerlandés, nacido en La Haya. Entre 1963 y 1969 asistió a la academia real de artes visuales en La Haya. Se trasladó a Ámsterdam en 1968.
Sus paisajes y paisajes urbanos de Ámsterdam se pintan en un estilo que recuerda la tradición clásica de la Escuela de La Haya, George Hendrik Breitner, Isaac Israëls y Jacob Maris.
El trabajo de Koppelaar es muy semejante a un movimiento figurativo en la pintura contemporánea neerlandesa que se desarrolló durante la década de 1990 en una reacción al arte conceptual marchitado y las teorías del arte demasiado rimbombantes de ese período.
Con los años su estilo se desarrolló en un acercamiento más simple, más vanguardista. Antes de 1984, no se identificó con ningún movimiento específico de pintura.
Koppelaar también es reconocido por su trabajo como retratista.

## Pintores próximos
- Jan Zwaan - Países Bajos
- Henk Helmantel - Países Bajos
- Peter Smit - Países Bajos
- Aldo Balding - Francia
- Adolfo Ramón - España
- Derek Buckner - Estados Unidos